# Direitos LGBT em Uganda
Pessoas lésbicas, gays, bissexuais e transgêneros (LGBT) em Uganda enfrentam desafios legais não enfrentados por residentes não LGBT. Os ativistas estimaram em 2007 que a comunidade LGBT de Uganda consistia de 500.000 pessoas. 
A existência plena e a atividade homossexual, tanto masculina quanto feminina, são ilegais no país. Cidadãos LGBT que praticam a homossexualidade, exercendo sua plena existência como seres humanos, são tidos como criminosos, de acordo com os termos do Código Penal de Uganda, que descreve que o "conhecimento carnal com outra pessoa do mesmo sexo é contra a ordem da natureza". A homossexualidade é altamente criminalizada e, no caso da homossexualidade masculina, a punição chega a uma pena de prisão perpétua.
De acordo com o Pew Research Center, 96% dos habitantes de Uganda acreditam que a homossexualidade é um modo de vida que a sociedade não deve aceitar. A porcentagem de homofobia era a quinta maior em 45 países pesquisados. Uma outra pesquisa, realizada em 2010, revelou que 11% dos ugandenses viam o comportamento homossexual como moralmente aceitável. Comparando com outros países do Leste Africano, apenas 1% na Tanzânia afirmou aceitar a homossexualidade, 4% em Ruanda e 1% no Quénia.
Em novembro de 2012, o presidente do Parlamento de Uganda prometeu promulgar uma lei anti-homossexualidade, que prevê sanções mais duras contra pessoas homossexuais e qualquer um que não denunciá-los às autoridades, incluindo a prisão perpétua para mulheres LGBT e prisão perpétua para "homossexuais reincidentes".

## Legalidade de sexo e relacionamentos LGBT

### Estatuto
A lei em Uganda proíbe atos sexuais homossexuais. Estas leis foram promovidas ainda durante o domínio colonial britânico, no século XIX. As leis foram consagradas na Lei de Código Penal de 1950, e mantida após a independência. As seções seguintes desta lei são relevantes:
- Artigo 145 - Ofensas antinatural. Qualquer pessoa que:[4]

(a) tem conhecimento carnal com qualquer pessoa do mesmo sexo, contra a ordem da natureza;
(b) manter relação sexual com um animal;
(c) permitir que um homem tenha relação sexual com outro homem, ou permitir que uma mulher tenha relação sexual com outra mulher;
Comete um crime e é condenado à prisão por toda a vida.
- Artigo 146 - Tentativa de cometer delitos não-naturais . Qualquer pessoa que tiver cometido qualquer dos delitos especificados na seção 145 comete um crime e é condenado à prisão por sete anos.[4]

- Artigo 148 - Práticas indecentes: Qualquer pessoa que, seja em público ou em privado, cometer qualquer ato tido como imoral com outra pessoa ou adquire uma outra pessoa para cometer qualquer ato tido como imoral com ele ou ela ou tenta adquirir a prática de tal ato por qualquer pessoa com o próprio ou ela mesma ou com outra pessoa, seja em público ou em privado, comete um crime e é condenado à prisão por sete anos.[4]